# الشركة العقارية وللمساهمات

شعار الشركة

الشركة العقارية وللمساهمات وتعرف أكثر باسمها المختصر سيمبار (SIMPAR)، هي إحدى أكبر شركات التطوير العقاري في تونس. أسست الشركة عام 1973 بمبادرة من البنك الوطني الفلاحي  الذي مازال يسيطر على مايقارب من 30% من رأسمالها في حين تملك «شركة زياد» 11.78% وتأمينات كتاما 9.94%. اختصت سيمبار في تطوير المشاريع السكنية في شكل عمارات تقع أغلبها في الأحياء الراقية للعاصمة على غرار المنزه والمنار وحي النصر. تتبع مجموعة سيمبار 25 شركة وقد بلغت إيراداتها عام 2011 64.2 مليون دينار تونسي. كانت سيمبار عام 1997 أول شركة عقارية تدخل البورصة التونسية وفي عام 2006 ادرج أيضا اسهم فرعها السكنى للتداول. يقر مقر الشركة في منطقة موتوالفيل.

## وصلات خارجية
- موقع الشركة

1. ↑  بطاقة الشركة العقارية وللمساهمات من موقع سيكوريتيز[وصلة مكسورة] "نسخة مؤرشفة". مؤرشف من الأصل في 2013-07-02. اطلع عليه بتاريخ 2013-05-05.{{استشهاد ويب}}:  صيانة الاستشهاد: BOT: original URL status unknown (link)
2. ↑  انجازات الشركة من موقعها على الإنترنت [وصلة مكسورة] نسخة محفوظة 23 يناير 2017 على موقع واي باك مشين.
3. ↑  البيانات المالية الموحدة لعام 2011 للشركة على موقع البورصة التونسية [وصلة مكسورة] نسخة محفوظة 10 يناير 2020 على موقع واي باك مشين.